# Lester Prairie
Lester Prairie és una població dels Estats Units a l'estat de Minnesota. Segons el cens del 2000 tenia 1.377 habitants.

## Demografia
Segons el cens del 2000, Lester Prairie tenia 1.377 habitants, 516 habitatges, i 379 famílies. La densitat de població era de 738,4 habitants per km².
Dels 516 habitatges en un 38% hi vivien nens de menys de 18 anys, en un 62,2% hi vivien parelles casades, en un 7,8% dones solteres, i en un 26,4% no eren unitats familiars. En el 22,7% dels habitatges hi vivien persones soles el 9,5% de les quals corresponia a persones de 65 anys o més que vivien soles. El nombre mitjà de persones vivint en cada habitatge era de 2,67 i el nombre mitjà de persones que vivien en cada família era de 3,14.
Per edats la població es repartia de la següent manera: un 29,9% tenia menys de 18 anys, un 6,9% entre 18 i 24, un 30,2% entre 25 i 44, un 19,5% de 45 a 60 i un 13,5% 65 anys o més.
L'edat mediana era de 34 anys. Per cada 100 dones de 18 o més anys hi havia 96,9 homes.
La renda mediana per habitatge era de 44.271 $ i la renda mediana per família de 52.417 $. Els homes tenien una renda mediana de 35.463 $ mentre que les dones 25.313 $. La renda per capita de la població era de 18.223 $. Entorn del 2,9% de les famílies i el 5,1% de la població estaven per davall del llindar de pobresa.

## Poblacions més properes
El següent diagrama mostra les poblacions més properes.